# Makgotso M
Makgotso Monyemorathoe, née le 5 octobre 1991, est une actrice sud-africaine révélée du public dans le drame Mzansi Magic Is'Thunzi (2016-2017) et la mini-série Showmax The Girl from St.Agnes (2019). Elle apparait encore dans le film historique The Woman King (2022).

## Enfance
Monyemorathoe est née à Katlehong et passe sa petite enfance à Alberton, où elle fréquente l'école primaire d'Alberview. Elle est Zulu du côté de sa mère et Pedi du côté de son père. En 2003, à l'âge de onze ans, elle déménage en Angleterre avec sa mère qui est infirmière et sa sœur. Ils vivent d'abord à Brighton, où elle fréquente le East Brighton College of Media and Art (COMART), puis à Hitchin, où elle fréquente la Priory School. Elle acquiert ensuite la citoyenneté britannique.
Après avoir déménagé en Angleterre, Monyemorathoe s'intéresse au théâtre, participant à des productions scolaires et à des clubs locaux. Elle obtient un baccalauréat en études théâtrales, médias et psychologie avant de poursuivre ses études à l'Université Brunel de Londres. Elle intègre également le Théâtre National des Jeunes. Après avoir obtenu un baccalauréat ès arts en études théâtrales et cinématographiques, elle retourne en Afrique du Sud en 2014.

## Carrière
Monyemorathoe fait ses débuts à la télévision en 2014 avec une apparition dans la troisième saison de My Perfect Family sur SABC1 suivi d'une autre au cinéma dans Ayanda réalisé par Sara Blecher et produit par Terry Pheto.
En octobre, elle commence à jouer dans le drame pour adolescents Mzansi Magic Is'Thunzi, jouant le rôle de Tishiwe pendant deux saisons. Monyemorathoe joue le rôle principal de Moipone Molopo dans la mini-série mystère Showmax 2019 The Girl from St.Agnes. Elle obtient un rôle de soutien dans l'original BET + A Royal Surprise du cinéaste zimbabwéen Beautie Masvaure Alt.
Début 2022, Monyemorathoe est sélectionnée pour The Woman King réalisé par Gina Prince-Bythewood et produit par Viola Davis.

## Filmographie

### Film
| Année | Titre        | Rôle  | Remarques |
| ----- | ------------ | ----- | --------- |
| 2015  | Ayanda       |       |           |
| 2022  | La femme roi | Iniya |           |

### Télévision
| Année     | Titre                    | Rôle              | Remarques                         |
| --------- | ------------------------ | ----------------- | --------------------------------- |
| 2014      | Ma famille parfaite      | Tumi              | Saison 3; rôle d'invité           |
| 2016      | Sokhulu & Partenaires    | Zara              | Saison 3; rôle d'invité           |
| 2016      | Compagnon sobre          | Tselane           | Rôle d'invité                     |
| 2016      | Amis communs             | Palestine         | Saison 2                          |
| 2016      | Isidingo                 | Kamogélo Tsotetsi |                                   |
| 2016      | Muvhango                 | Onika             |                                   |
| 2016-2017 | Is'Thunzi                | Thishiwe          | Le rôle principal                 |
| 2017      | Saints et pécheurs       | Nandi             | Saison 3                          |
| 2019      | La fille de Sainte Agnès | Moipone Molopo    | mini-série ; Le rôle principal    |
| 2019      | Shuga                    | Dudu              | 2 épisodes                        |
| 2019      | Agent                    | Dalila            |                                   |
| 2019      | Tête haute!              | Mandisa           | La toile; saison 3                |
| 2020      | Survivre                 | Nouvelle fille    | Épisode: "Bienvenue à Life House" |
| 2022      | Une surprise royale      |                   | Film télévisé                     |